# Bristol Siddeley Orpheus
El Bristol Siddeley Orpheus es un motor aeronáutico turborreactor diseñado por Bristol Siddeley, empleado en diversos aviones de caza ligeros y aviones de entrenamiento, como el Folland Gnat y el Fiat G.91. El Orpheus sirvió de base para el desarrollo del motor Bristol Pegasus de empuje vectorial, empleado en el Hawker Siddeley Harrier.

## Aplicaciones
- Breguet Taon
- Fiat G.91
- Folland Gnat
- Folland Midge
- Fuji T-1
- HA-300
- Hindustan Marut
- Hunting H.126
- Short SB5